# Labor Day (Film)
Labor Day ist ein US-amerikanisches Filmdrama von Jason Reitman aus dem Jahr 2013 mit Kate Winslet und Josh Brolin in den Hauptrollen. Es handelt sich um eine Literaturverfilmung des Romans Der Duft des Sommers von Joyce Maynard.

## Handlung
1987: Adele ist depressiv und kümmert sich als alleinerziehende Mutter um ihren 13-jährigen Sohn Henry, der meint, nicht nur die Rolle eines Sohnes, sondern auch eines Ehemanns einnehmen zu müssen. Sie nehmen den verletzten Frank in ihrem Auto mit, der sich alsbald als entflohener Sträfling herausstellt, der bereits von der Polizei gesucht wird. Durch Rückblenden erfährt der Zuschauer, dass Frank ein Vietnamkriegsveteran ist, der nach seiner Rückkehr seine schwangere Freundin Mandy geheiratet hat. Als das Kind ein Jahr alt war, offenbarte Mandy Frank während eines Streites, dass das Kind nicht von ihm ist. Daraufhin stieß Frank Mandy gegen den Heizkörper, wodurch sie zu Tode kam. Gleichzeitig ertrank das Baby, und Frank wurde wegen Totschlags zu einer langjährigen Haftstrafe verurteilt.
Adele und Frank verlieben sich und planen, mit Henry nach Kanada zu ziehen. Währenddessen entwickelt sich eine Freundschaft zwischen Henry und der neuen Mitschülerin Eleanor, die ihm einredet, die beiden wollten ihn zurücklassen. Auf Hinweise, die zur Ergreifung von Frank führen, ist eine Belohnung ausgesetzt. Als ein großes Polizeiaufgebot das Haus umstellt, lässt sich Frank ohne Widerstand festnehmen. Zuvor fesselt er Adele und Henry, damit ihnen nicht zur Last gelegt werden kann, einem Flüchtigen Unterschlupf gewährt zu haben.
Aus Zuschauersicht bleibt unklar, wie die Polizei den Hinweis erhalten hat, dass Frank bei Adele ist. Folgende Varianten werden vom Film suggeriert:
- Als Eleanor von Franks Vergangenheit erfährt, zeigt sie ihn an.
- Adele und Henry heben auf der Bank einen großen Geldbetrag ab. Der Banker wird misstrauisch.
- Eine Nachbarin bringt Gebäck vorbei und sieht Frank, der zu der Zeit gerade alleine zu Hause ist. Er gibt sich als Handwerker aus, aber die Nachbarin nimmt ihm das nicht ganz ab und scheint misstrauisch zu werden.
- Henry schreibt einen Brief an seinen Vater und legt ihn am frühen Morgen in dessen Briefkasten. Auf dem Rückweg wird er von einem Streifenpolizisten aufgelesen und nach Hause gefahren. Dort wird der Polizist angesichts der offensichtlichen Reisevorbereitungen misstrauisch, akzeptiert aber anscheinend Adeles Erklärungen.
- Der Vater von Henry findet den Brief und macht sich Sorgen.

Adele schreibt Frank fast täglich Briefe ins Gefängnis. Eines Tages bekommt sie vom Gefängnis in einem Paket alle Briefe ungeöffnet mit dem Hinweis, dass Frank verlegt worden sei, zurück.
Jahre später ist aus Henry ein erfolgreicher Bäcker geworden. Frank schreibt ihm aus dem Gefängnis, als er einen Artikel über Henrys Erfolg liest, und fragt nach seiner Mutter. Henry nimmt Kontakt mit ihm auf und ist erleichtert, dass er sich um seine Mutter nun keine Sorgen mehr machen muss. Nach seiner Entlassung fährt Frank zu Adele, die immer noch unverheiratet in ihrem Haus lebt. Sie gehen aufeinander zu und umarmen sich.

## Hintergrund
An der Realisierung des Films waren die Filmproduktionsgesellschaften Indian Paintbrush, Mr. Mudd und Right of Way Films beteiligt. Labor Day wurde überwiegend in Massachusetts, USA, gedreht.
Der Film feierte seine Premiere am 7. September 2013 auf dem Toronto International Film Festival. Der Kinostart in den USA war am 31. Januar 2014. In Deutschland kam der Film am 8. Mai 2014 in die Kinos.

## Rezeption
Der Film Labor Day wurde überwiegend negativ bewertet. Auf der Website Rotten Tomatoes erreichte der Film lediglich bei 34 Prozent der Rezensenten eine positive Bewertung.

„[…] ,Labor Day‘ ist eine in ihrer melodramatisch überspitzten Schlichtheit wenig plausible Liebesgeschichte, die durch ihre superben Hauptdarsteller aufgewertet wird: ein Film wie ein süßer Pfirsichkuchen, eine kulinarische Sünde, aber eine schöne!“

„[…] Was Sie […] nicht tun sollten: ,Labor Day‘ ernst nehmen. Dann würden Sie womöglich verzweifeln ob des Umstands, dass mit Brolin und Winslet zwei tolle Schauspieler hier in einem der größten Fehlgriffe ihrer Karriere zu sehen sind. Darüber hinaus würde Ihnen wahrscheinlich der Kopf platzen, würden Sie an die schönen Filme denken, die Jason Reitman zuvor gemacht hat.“

## Auszeichnungen
Golden Globe Awards 2014
- Nominierung in der Kategorie Beste Hauptdarstellerin – Drama für Kate Winslet